# Greenside
Greenside – wieś w Anglii, w hrabstwie ceremonialnym Tyne and Wear, w dystrykcie metropolitalnym Gateshead. Leży 12 km na zachód od centrum Newcastle i 399 km na północ od Londynu.